# Akustische Täuschung
Eine akustische Täuschung ist in Analogie zur optischen Täuschung eine akustische Wahrnehmung, die keine reale Entsprechung außerhalb unseres Körpers in Form eines physikalischen Vorgangs hat. Mit der Frage, wie der Mensch Klänge hört und verarbeitet, beschäftigt sich die Psychoakustik. Akustische Täuschungen können hier Hinweise geben, wie das menschliche Gehör Schallsignale verarbeitet. Mit akustischen Täuschungen in der Musik (Audioillusionen) hat sich besonders die Musikpsychologin Diana Deutsch befasst.
Residual- und Kombinationstöne sind keine akustischen Täuschungen.

## Verdeckung
Bedingt durch anatomische Eigenarten des Innenohrs nimmt ein Mensch von zwei Tönen, die bezüglich ihrer Frequenz nahe beieinander liegen, sich jedoch von der Lautstärke stark unterscheiden, nur den lauteren wahr. Der leisere wird verdeckt. Unter anderem wird dieser Effekt bei der MPEG-Audio-Codierung ausgenutzt.
Der Effekt wird mit steigendem Pegel des lauten Tons stärker. Oberhalb der Frequenz des lauteren Tons wird der leisere Ton stärker verdeckt als unterhalb. Im Extremfall kann sich der Effekt über mehrere Oktaven erstrecken.

## Shepard-Skala
Mit Shepard-Skala bezeichnet man eine akustische Täuschung, bei der der Hörer den Eindruck hat, als ob eine Tonleiter immer weiter an- oder absteigt, obwohl lediglich die gleiche Tonfolge wiederholt wird. Sie wurde erstmals 1964 vom Psychologie-Professor Roger N. Shepard beschrieben.

## Tritonus-Paradoxon
Das Tritonus-Paradoxon wurde zuerst 1986 von der englischen Musikpsychologin Diana Deutsch entdeckt. Es handelt sich um eine Wahrnehmungsparadoxie, bei der zwei nacheinander erklingende Shepard-Töne im Abstand eines Tritonus von verschiedenen Hörern in unterschiedlicher Richtung wahrgenommen werden. Während ein Hörer beispielsweise das Tonpaar C und Fis immer als aufwärtsgerichtetes Intervall wahrnimmt, nimmt ein anderer Hörer dieses Paar immer als Abwärtsschritt wahr. Dies ist nicht davon abhängig, ob es sich bei den jeweiligen Hörern um musikalische Personen handelt oder nicht. Eine sichere Erklärung für dieses Phänomen konnte bislang nicht geliefert werden, jedoch gibt es Hinweise, dass die Sozialisierung und insbesondere der Melodieverlauf der Muttersprache einen Einfluss auf die Rezeption haben könnte.

## Mysteriöse Melodie
Diese akustische Illusion wurde 1972 ebenfalls von Diana Deutsch entdeckt und veröffentlicht. Sie zeigt, wie das Wissen über eine Melodie die Wahrnehmung der Melodie beeinflussen kann. Hierzu wird eine wohlbekannte Melodie mit den richtigen Tönen gespielt, wobei diese Töne allerdings wahllos über mehrere Oktaven verteilt sind. Wenn die Zuhörenden nicht wissen, um welche Melodie es sich handelt, haben sie Schwierigkeiten, diese zu erkennen. Sobald sie wissen, um welche Melodie es sich handelt, ist es ihnen leichter möglich, die Melodie mitzuverfolgen.
Beispiel:
- Melodie mit Oktavsprüngen
- Melodie im Original
- Beide Beispiele gleichzeitig

## Stereofonie
Bei der Stereofonie werden Phantomschallquellen erzeugt.
Dabei wird ausgenutzt, dass der Mensch mit zwei Ohren hört und aus dem akustischen Signal den Ort des Ursprungssignals über Stereo-Lautsprecher im Stereodreieck rekonstruiert. So ist es möglich, mit nur zwei Kanälen einen räumlichen Klang zu erzielen. Durch eine Basisbreitenvergrößerung kann man den Eindruck erzielen, der Schall käme von außerhalb des Bereiches, in dem die Lautsprecher aufgestellt sind. Zum Erzielen des Effektes werden Laufzeitstereofonie und Intensitätsstereofonie verwendet. Durch eine Erhöhung der Anzahl der Kanäle kann der Stereoeindruck verbessert werden, unter anderem durch die damit einhergehende Vergrößerung des so genannten Sweet Spots, des Standorts, an dem man den optimalen Umgebungsklang hört.

## Franssen-Effekt
Der Franssen-Effekt besagt, dass ein Mensch in halligen Räumen nur dann die Richtung einer Schallquelle bestimmen kann,  wenn die Lautstärke oder der Klang sich stark ändert. Bleiben Lautstärke und Klang konstant, ist eine Richtungsbestimmung nicht mehr möglich und die anfangs wahrgenommene Richtung wird beibehalten.
Dies kann zu akustischen Täuschungen führen. Setzt in einem etwas halligen Raum ein Ton in einem Lautsprecher ein, so kann auch ein Hörer, der sich weiter hinten in diesem Raum befindet (außerhalb des Hallradius), die Richtung des Tons korrekt bestimmen. Wird nun dieser Ton sehr sanft zu einem zweiten Lautsprecher übergeblendet, so verbleibt für diesen Hörer die wahrgenommene Richtung beim ersten Lautsprecher, obwohl nun der andere Lautsprecher aktiv ist. Zur Verblüffung  der Hörer kann man sogar die Lautsprecherkabel abziehen, die wahrgenommene Richtung verbleibt bei diesem Lautsprecher.
Die Erklärung hierzu ist, dass beim Einsatz des Tons kurzfristig der Direktschall des Tons beim Hörer überwiegt, so dass die Richtung bestimmt werden kann. Kurze Zeit später treffen Wandreflexionen aus allen möglichen Richtungen beim Hörer ein, die den Direktschall überwiegen. Ab diesem Zeitpunkt ist eine Richtungsbestimmung nicht mehr möglich. Der langsame Richtungswechsel des Direktschalls auf den zweiten Lautsprecher kann nicht mehr wahrgenommen werden, und das Hörereignis verbleibt am Ort des ersten Lautsprechers. Erst wenn es zu einer stärkeren Änderung der Lautstärke oder des Klanges kommt, gibt es wieder einen kurzen Zeitraum, in dem (zumindest in einigen Frequenzbereichen) der Direktschall stärker ist als die Reflexionen, so dass die Richtung des Schalls bestimmt werden kann.

## Synästhesie
Synästhetiker verbinden verschiedene Sinneseindrücke. Diese Menschen nehmen zum Beispiel Klänge als Farbeindrücke wahr.

## Visuelle Beeinflussung
Auch visuelle Informationen können die Wahrnehmung des Hörens beeinflussen, erstmals beschrieben unter dem McGurk-Effekt und damals ein Novum der Wahrnehmungspsychologie.

## Tinnitus
Wenn man an Tinnitus leidet, hört man Geräusche oder einzelne Töne, die keine äußere Quelle besitzen und sehr störend sein können.